# Af Billbergh
af Billbergh är en svensk adelsätt, härstammande från Landskrona.
Den förste kände stamfadern var Otto Grytestöpare, som levde under första hälften av 1600-talet. Dennes son var kyrkoherden i Billeberga Hans Ottosson (1649–1709). Dennes son kyrkoherden Gustaf Hansson (1702–1762) antog släktnamnet Billberg.
Gustaf Hanssons/Billbergs sonson var kammarrättspresidenten och generalintendenten Johan Peter Billberg (1776–1850), vilken adlades den 11 maj 1826 under namnet af Billbergh. Han gifte sig 1805 med Anna Sofia Ehinger (1787–1826) och efter hennes död 1826 med Elsa Catharina af Gillner (1796–1880), dotter till översten Carl Johan af Gillner (adlad under nr 2284).
Ätten af Billbergh utslocknade 1922. Till ätten hörde stamfaderns son Ture Arvid Billbergh och sonsonen Thure af Billbergh.
En bror till Johan Peter af Billbergh var botanisten Gustaf Johan Billberg.